# José Abel Montilla
José Abel Montilla Betancourt (San Cristóbal, estado Táchira, 12 de febrero de 1890 - Caracas, 5 de enero de 1979) fue un escritor y diplomático venezolano. 

## Biografía
Hijo de Bernabé Montilla y Mercedes Betancourt Oleachea, comenzó sus primeros estudios en su ciudad natal, pero al poco tiempo se muda junto a su familia a la ciudad de Mérida. Allí continua el bachillerato y comienzan sus intereses intelectuales. Al poco tiempo viaja a Caracas e ingresa a la Universidad Central de Venezuela, de la cual se graduará en 1918 con el título de Doctor en Ciencias Políticas. En esta ciudad funge como Presidente de la Corte Suprema del Distrito Federal. 
En el servicio diplomático, sirve como Ministro Plenipotenciario de Venezuela en Brasil, Bélgica, Checoslovaquia, Ecuador y Panamá, entre otros países. También desempeñó el cargo de embajador en Chile, Cuba y México. En 1938 es designado por el presidente Eleazar López Contreras como máxima autoridad del Táchira, cargo que ocupará durante dos años y medio. Durante su gestión se funda en 1939 la Escuela de Artes y Oficios del estado. 
José Abel Montilla fue autor de diversos estudios históricos y literarios. Destaca su novela histórica Fermín entrena, un venezolano del noventa y nueve (1944), publicada en Argentina, la cual relata los hechos de la Revolución Liberal Restauradora, los cuales llevaron al poder a Cipriano Castro en 1899.

## Obras
- Por tierras de Bélgica (1930)
- El Libertador Simón Bolívar y su papel en la Revolución de Independencia de la América española (1930)
- Masarick (1937)
- Tres Conferencias (1941)
- Bosquejo histórico de la Conquista, la Colonia y la Emancipación (1942)
- La Gran Colombia. Su formación (1943)
- Fermín Entrena, un venezolano del noventa y nueve (1944)
- Manuel Palacio Fajardo (1956)